# بريش
بريش (بالأمازيغية : ⴱⵔⵔⵉⵛ) هي بلدة وبلدية تقع في دائرة عين البيضاء بولاية أم البواقي في الجزائر. بلغ عدد سكانها حسب تعداد عام 2022 احصاء رسمي  23982
نسمة.